# メディアミックス (企業)
株式会社メディアミックス（英: Mediamix, Ltd.）とは外食産業向けパッケージを開発する企業である。

## 概論
大手の企業がPOS専用機器を開発するなか、Linuxによるマルチベンダー対応のPOSソフトウェアを開発し提供している。また、それに連動するASPによる売上分析ができるサービスを提供している。

## 沿革
- 1987年 - 株式会社メディアミックスを設立
- 1991年 - 量販店向・青果情報管理システム提供開始
- 1995年 - JA向・資産管理システム提供開始
- 1996年 - 書店向・棚管理（CS版）提供開始
- 1997年 - 書店向・POS単品銘柄分析システムASP提供開始
- 1998年 - 生鮮青果物流センタシステム提供開始
- 1999年 - 生鮮青果卸業向・統合版EOS／EDIシステム提供開始
- 2000年 - JA向け空室・空物件Web検索システム提供開始
- 2001年 - フードサービス産業向LinuxPOS提供開始。PDAオーダリングシステム提供開始。フードサービス産業向本部・店舗支援システムFOODIT2提供開始
- 2002年 - FOODIT21原価管理サブシステム提供開始。フードサービス産業向物流センターシステム提供開始。LinuxPOS予約管理システム提供開始
- 2003年 - 食品製造卸業向・受注売上／生産管理システム提供開始
- 2004年 - NETPOS提供開始。LinuxPOSオーダリングシステムを強化、SII/SHARP OESとの連動バージョンを提供開始
- 2009年 - Windows版POS PhilosophyX提供開始。FOODIT21 V3.0提供開始
- 2010年 - 新NETPOS 新NETPOS＋OES提供開始。Windows版POS「PhilosophyX」、新NETPOS、新NETPOS＋OES に英語版と中国版を開発
- 2011年 - 「FOODIT21」顧客管理、予約管理サブシステム提供開始
- 2011年11月 - 中国に上海凌云思信息科技有限公司を設立
- 2012年 - iOS、Android版オーダーエントリーシステム提供開始
- 2012年8月 - 香港に香港凌雲思信科技有限公司（現：Mediamix Hong Kong Ltd.）を設立
- 2012年9月 - シンガポールにJapan Mediamix Singapore Pte. Ltd.を設立
- 2013年10月 - 米国にMediamix, Inc.を設立
- 2014年1月 - 台湾に美達思資訊科技有限公司（Mediamix Taiwan Inc.）を設立
- 2018年10月 - 中国大連に上海凌云思信息科技有限公司 大连分公司／R & D centerを設立
- 2019年 - PhilosophyX / FOODIT21 / RetailIT21 軽減税率対応
- 2020年3月 - FOODITx10提供開始
- 2020年3月 - Self Ordering「TouchBase」（ios/Android/Windows）提供開始